# Global Dow
De Global Dow is een wereldwijde aandelenindex.
De index is samengesteld door redacteuren van de Wall Street Journal. De index bevat beursfondsen uit de hele wereld, inclusief opkomende landen. Het is een gelijkgewogen index, alle 150 componenten hebben bij de lancering een gelijk gewicht in de index. De bedrijven die zijn opgenomen zijn internationaal actief, bedrijven die uitsluitend nationaal actief zijn worden gemeden. De intentie is om met deze index de wereldwijde benchmark de MSCI World-index te beconcurreren.
Alle aandelen in de index vertegenwoordigen een totale beurswaarde van ruim US$ 30.000 miljard. Binnen de index is de Verenigde Staten het grootst met een gewicht van 49%, gevolgd door Japan (9%) en het Verenigd Koninkrijk (7,5%). De bierbrouwer Anheuser-Busch InBev is het enige Belgische bedrijf in de index (gewicht: 0,7%). De grootste sector bestaat uit financiële instellingen met een gewicht van 19% gevolgd door Industriële ondernemingen met bijna 14%. De nutssector is het kleinst, deze vertegenwoordigt 4% van de totale index. In de top 10 staan alleen Amerikaanse bedrijven.
Er zijn geen Nederlandse bedrijven opgenomen, al maakte ING Groep in het verleden wel onderdeel uit van de index. Royal Dutch Shell en Arcelor Mittal zijn ook onderdeel van de index maar worden onder Groot-Brittannië respectievelijk Frankrijk geschaard.

## Rendementen
In de tabel hieronder de jaarrendementen van de index vanaf 2012. Er staan twee rendementen vermeld: het netto totaal rendement en het rendement (Price return) waarbij alleen de koersen, exclusief dividenden, in de berekening worden meegenomen.
| Jaar | Net return | Price return |
| ---- | ---------- | ------------ |
| 2012 | 13,4%      | 10,7%        |
| 2013 | 27,2%      | 24,5%        |
| 2014 | 2,9%       | 0,6%         |
| 2015 | -4,6%      | -6,6%        |
| 2016 | 11,0%      | 8,4%         |
| 2017 | 24,6%      | 21,9%        |
| 2018 | -9,3%      | -11,4%       |
| 2019 | 22,0%      | 18,9%        |
| 2020 | 9,8%       | 7,3%         |
| 2021 | 21,4%      | 18,6%        |